# Миссия невыполнима: Племя изгоев
«Миссия невыполнима: Племя изгоев» (англ. Mission: Impossible — Rogue Nation) — шпионский боевик режиссёра Кристофера Маккуорри, продолжение фильма «Миссия невыполнима: Протокол Фантом» (2011), пятая по счёту часть франшизы «Миссия невыполнима» с Томом Крузом в главной роли. В Фильме также снимались Ребекка Фергюсон, Саймон Пегг, Джереми Реннер, Винг Рэймс. Мировая премьера состоялась 30 июля 2015 года, а в России — 6 августа.

## Сюжет
2017 год. Во вступительном эпизоде отряд «Миссия невыполнима» (ОМН) предотвращает переброску партии нервно-паралитического газа членами террористической группы «Синдикат» близ Минска. Итан Хант (Том Круз), будучи в Лондоне, отправляется на явку в магазине грампластинок, которая оказывается провалена. Неизвестный, убив хозяйку явки (Гермиона Корфилд), запирает агента в комнате с усыпляющим газом. Хант приходит в себя в заточении, но ему удаётся бежать при помощи женщины (Ребекка Фергюсон) из числа удерживавших его преступников.
Уильям Брандт (Джереми Реннер) и директор ЦРУ Алан Ханли (Алек Болдуин) отвечают перед правительственной комиссией о работе ОМН, припоминая Итану Ханту кражу списка агентов ЦРУ под прикрытием и террористическую атаку в Москве. Брандт пытается донести до комиссии подозрения о существовании мощной террористической организации, известной как «Синдикат», которая строит планы о новом мировом порядке. Однако комиссия распоряжается о приостановлении деятельности отряда из-за устаревших методов и отсутствия прозрачности. На Итана Ханта объявлена охота, и в ней вынужденно принимают участие бывшие члены ОМН. Проходит 6 месяцев, а ЦРУ все безуспешно ищет его по всему земному шару. Тем временем агент Хант, анализируя ситуацию, находит подтверждения существования «Синдиката» — «племени изгоев» из числа бывших сотрудников спецслужб. За тайной организацией числится несколько крупных терактов с множеством жертв. В поисках выхода на верхушку «Синдиката» Итан обращается к помощи Бенджи Данна (Саймон Пегг) и тот, без ведома руководства, прибывает в Вену с якобы выигранными им билетами в оперу.
Коллеги по ОМН встречаются в здании Венской оперы на постановке оперы «Турандот». Хант предполагает покушение на канцлера Австрии (Руперт Викхэм), обнаруживает сразу  трех снайперов и предотвращает покушение, однако позже канцлера взрывают в его машине. Одним из снайперов оказалась освободившая его женщина, назвавшаяся Ильзой Фауст. Она рассказывает о себе как об агенте MI6, внедрённом в «Синдикат». Покушение могло помочь заслужить доверие руководителя Синдиката, но операция провалилась. Ильза просит отпустить её и оставляет след, где её искать.
Бенджи и Хант переезжают в Марокко. К операции подключаются Брандт и бывший член ОМН Лютер Стикелл (Винг Реймс). Ильза сообщает, что она близка к руководителю «Синдиката» Соломону Лейну (Шон Харрис). Организация охотится за секретным хранилищем данных на весь «Синдикат», находящимся в подводном бункере под электростанцией. Для преодоления системы защиты Итан вынужден задержав дыхание, нырнуть в бункер и деактивировать систему, едва не лишившись жизни. Его спасает Ильза, а Бенджи забирает флеш-диск с данными. Ильза предает Бенджи и Ханта, забрав флешку. Открыть зашифрованные данные сразу не удаётся, так как на флешке использован «красный портфель» — очень сложная технология шифрования, которая требует для открытия сетчатки глаза, отпечатка пальца и голоса человека, записанного в программный код. Этим человеком оказывается Премьер-министр Великобритании (Том Холландер).
За паролем к «красному портфелю» отряд перемещается в Лондон. Ильза связывается со своим куратором в MI6 Этли (Саймон Макберни), передаёт ему флеш-диск и просит вывести её из игры, так как свою задачу она выполнила. Этли отказывает ей и незаметно стирает данные с диска. Копия диска остаётся у Бенджи. В ходе встречи ОМН с Ильзой боевики «Синдиката» похищают Бенджи. Угрожая расправой над ним, они требуют передать им вскрытый «красный портфель». Итан соглашается, но для вскрытия необходим лично премьер-министр Великобритании. ОМН приходится пойти на операцию по захвату главы страны, к которой подключают и Ханли. Захваченный премьер-министр под воздействием препаратов открывает «портфель» своими биометрическими данными и прочитав кодовую фразу (фрагмент стихотворения «Если…» Киплинга). В момент захвата Этли признаёт, что «Синдикат» был организован британской разведкой в качестве аналога ОМН, но вышел из-под контроля, а всё финансирование было заморожено премьер-министром ещё тогда, когда проект был только на бумаге. В «красном портфеле» оказываются детали банковских счетов на сумму несколько миллиардов долларов, которые могут позволить «Синдикату» существовать несколько десятков лет. Итан уничтожает диск.
Отправившись на встречу с Соломоном, он требует отпустить Бенджи, начинённого взрывчаткой, утверждая, что данные по средствам, необходимым террористам, остались только у него в памяти. Итан говорит, что понимает Соломона, глядя на лидера «Синдиката» с учётом своего опыта знакомства с такими агентами-ренегатами как Джим Фелпс и Шон Амброуз. Соломон соглашается и начинает преследование Итана. В концовке Хант заманивает Соломона в ловушку и задерживает террориста внутри пуленепробиваемого куба из стекла, куда закачивает усыпляющий газ (повторяя их встречу на явке в магазине грампластинок в начале фильма). Куб переправляется полиции, а Ильза уезжает, заранее сказав Итану, что он знает, где её найти.
В концовке Брандт и Ханли снова предстают перед комиссией. На этот раз Ханли защищает ОМН и предлагает снова легализовать деятельность отряда, говоря что его прежние показания были уловкой для прямого карт-бланша ОМН для поимки «Синдиката». После заседания Брандт говорит Ханли: «Добро пожаловать в отряд».

## В ролях
| Актёр            | Роль                           |
| ---------------- | ------------------------------ |
| Том Круз         | Итан Хант                      |
| Джереми Реннер   | Уильям Брандт                  |
| Винг Рэймс       | Лютер Стикелл                  |
| Саймон Пегг      | Бенджи Данн                    |
| Ребекка Фергюсон | британский агент Ильза Фауст   |
| Шон Харрис       | Соломон Лейн                   |
| Алек Болдуин     | директор ЦРУ Алан Ханли        |
| Саймон Макберни  | Эттли                          |
| Том Холландер    | премьер-министр Великобритании |
| Йенс Хультен     | Яник «Костоправ» Винтер        |

| Актёр              | Роль                         |
| ------------------ | ---------------------------- |
| Гермиона Корфилд   | агент ОМН                    |
| Найджел Барбер     | председатель совета          |
| Чжан Цзинчу        | помощница Ханли Лорен        |
| Руперт Викхэм      | Канцлер Австрии              |
| Америка Оливо      | Турандот                     |
| Вольфганг Штегеман | оперативник Синдиката Каган  |
| Роберт Маазер      | оперативник Синдиката Рихтер |
| Алек Утгофф        | член экипажа А400            |
| Шон Кронин         | член «Синдиката» в маске     |
| Вольфганг Черни    | австрийский полицейский      |

## Производство

### Подготовка
Режиссёром фильма стал Кристофер Маккуорри, сценаристом — Дрю Пирс. Paramount Pictures и Skydance Productions подписали контракт с Томом Крузом на участие в фильме в роли Итана Ханта. Джереми Реннер объявил о возвращении и своего персонажа — Уильяма Брандта. 13 ноября 2013 года была анонсирована предварительная дата релиза — декабрь 2015 г. В том же месяце Саймон Пегг сообщил с своём возвращении во франшизу в роли Бенджи. 22 ноября режиссёр сказал, что Роберт Элсвит станет оператором фильма. В мае 2014 года Уилл Стейплс сообщил о работе над сценарием пятого фильма. Круз сообщил, что съёмки пятого фильма будут проводиться в Лондоне. Но в августе начнутся съёмки в Вене, а позже — в Лондоне.
В июле 2014 года стало известно о переговорах с Ребеккой Фергюсон и Алеком Болдуином об их участии в пятом фильме. Болдуин подтвердил своё участие в фильме в августе; Винг Рэймс сообщил о своём возвращении в фильм в роли Лютера Стикелла. 5 сентября стало известно о присоединении к актёрскому составу Шона Харриса как главного антагониста фильма. 2 октября к составу присоединился Саймон Макберни. Также, 6 октября в состав вошла китайская актриса Чжан Цзинчу как исполнительница одной из главных ролей. 22 марта 2015 года Paramount Pictures объявил официальное название фильма — Миссия невыполнима: Племя изгоев (англ. Mission: Impossible - Rogue Nation), презентовал постер и трейлер фильма.

### Съёмки
Основные съёмки начались в августе 2014 года. 21 августа были показаны первые фотографии из Вены. На следующий день актёры Круз и Пегг вместе с режиссёром Маккуорри были замечены в венском метро. Позже, в тот же день, Круз и Фергюсон были замечены во время съёмок одной из сцен с трюками (прыжки с крыши Венской государственной оперы). 26 августа актёров снова заметили на съёмках в Вене. После окончания полуторанедельных съёмок в Австрии, 30 августа Круз прибыл в Рабат для съёмок оставшихся сцен. Здесь в течение 14 дней было закрыто шоссе в Марракеше (30 августа — 12 сентября). Другие места съёмок в Марокко включали Агадир и Рабат. 2 сентября Круз был замечен на гоночном BMW M3 F80 2015 года в Касабланке. 8 и 9 сентября местом съёмок стал стадион «Марракеш», специально закрытый на время съёмок.
После более чем месяца съёмок в Австрии и Марокко, 28 сентября съёмочная группа перебралась в Лондон. 7 октября был замечен трейлер, перевозящий поврежденный BMW M3 из мест съёмок в Марокко. 10 октября Круз и его каскадёр Уэйд Иствуд были замечены во время съёмок некоторых сцен в Монако. Съёмки сцены борьбы Итана Ханта с летящим Airbus A400M состоялись на базе ВВС «Wittering» в графстве Кембриджшир. Том Круз исполнял трюки, иногда на высоте 5000 футов, без дублёра. 9 ноября съёмки начались в Саутгемптоне. 2 декабря 2014 года Круз был чуть не сбит двухэтажным автобусом во время съёмок сцен в Лондоне. Но тот проехал мимо, и никто не пострадал. 20 февраля 2015 года The Hollywood Reporter сообщил о приостановлении съёмок для того, чтобы дать Маккуорри, Крузу и неизвестному третьему лицу (предположительно, консультанту Патрику Люссье) время переработать концовку фильма, не удовлетворившую их. На следующий день Маккуорри сообщил в «Твиттере» о написании оригинального финала фильма, также были опубликованы некоторые фотографии со съёмок в Лондоне. Согласно подтверждению режиссёра, съёмки завершились 12 марта 2015 года.

## Маркетинг
22 марта 2015 года вышел первый тизер-трейлер фильма, на следующий день был выпущен официальный трейлер.

## Выход
Первоначальная дата выхода была установлена Paramount Pictures на 25 декабря 2015 года. 26 января 2015 года дата была перемещена на 31 июля 2015 года. Согласно The Hollywood Reporter, официальной причиной переноса даты является избежание конкуренции с фильмами «Звёздные войны: Пробуждение силы» и «007: Спектр». 13 февраля Paramount и IMAX Corporation объявили о цифровом ремастеринге фильма в формат IMAX и его выходе в IMAX-кинотеатрах по всему миру в запланированную дату. Lotte распространит фильм в Южной Корее 30 июля.